# Sturzkampfgeschwader 2
La Sturzkampfgeschwader 2 Immelmann (St.G.2) (2e escadre de bombardement en piqué) est une unité de bombardements en piqué de la Luftwaffe pendant la Seconde Guerre mondiale.

## Opérations

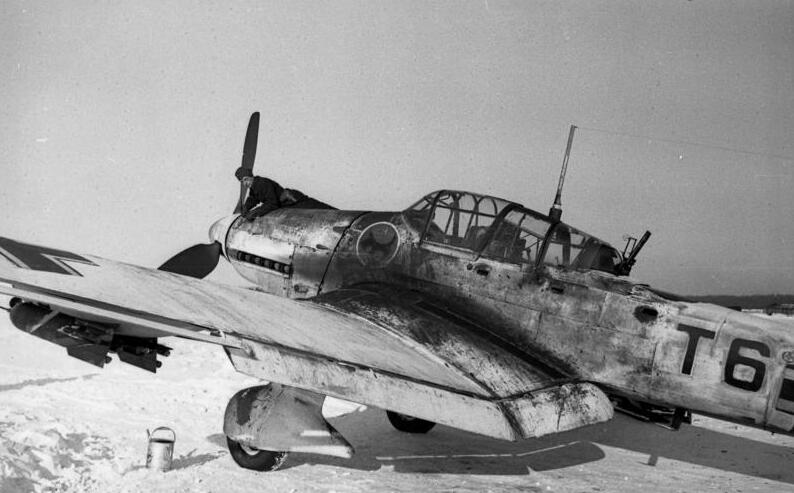
Junkers Ju 87 du St.G.2

Le St.G.2 a mis en œuvre principalement des avions Junkers Ju 87B/D/G et R, mais aussi des Dornier Do 17P et des Messerschmitt Bf 110D.

## Organisation

### Stab. Gruppe
Le Stab./St.G.2 est formé le 15 octobre 1939 à Cologne-Ostheim.

Le 18 octobre 1943, il devient Stab/SG 2.
Le Stabsstaffel/St.G.2 est formé le 20 août 1940, mais est dissout en août 1942.
Le Stab./St.G.2 est connu sous le nom de Gefechtsverband Hozzel de janvier à février 1943, prenant le contrôle des éléments du St.G.1, du St.G.2 et du St.G.77.
Il est aussi connu en tant que Gefechtsverband Kupfer en juillet 1943, contrôlant plusieurs unités de Stuka durant l'opération Citadelle.
Geschwaderkommodore (Commandant de l'escadre) :
| Début             | Fin              | Grade          | Nom                  |
| ----------------- | ---------------- | -------------- | -------------------- |
| 15 octobre 1939   | 15 octobre 1941  | Oberstleutnant | Oskar Dinort (en)    |
| 16 octobre 1941   | 13 février 1943  | Oberstleutnant | Paul-Werner Hozzel   |
| 13 février 1943   | 9 septembre 1943 | Oberstleutnant | Dr Ernst Kupfer      |
| 10 septembre 1943 | 18 octobre 1943  | Oberstleutnant | Hans-Karl Stepp (en) |

### I. Gruppe
Formé le 1er mai 1939 à Cottbus  à partir du I./St.G.163 avec :
- Stab I./St.G.2 à partir du Stab I./St.G.163
- 1./St.G.2 à partir du 1./St.G.163
- 2./St.G.2 à partir du 2./St.G.163
- 3./St.G.2 à partir du 3./St.G.163

Le 18 octobre 1943, le I./St.G.2 devient I./SG 2 avec :
- Stab I./St.G.2 devient Stab I./SG 2
- 1./St.G.2 devient 1./SG 2
- 2./St.G.2 devient 2./SG 2
- 3./St.G.2 devient 3./SG 2

Gruppenkommandeure (Commandant de groupe) :
| Début             | Fin               | Grade     | Nom                |
| ----------------- | ----------------- | --------- | ------------------ |
| 1er mai 1939      | 15 octobre 1939   | Major     | Oskar Dinort (en)  |
| 16 octobre 1939   | 15 octobre 1941   | Hauptmann | Hubertus Hitschold |
| Octobre 1941      | 3 janvier 1942    | Hauptmann | Bruno Dilley (en)  |
| 4 janvier 1942    | 22 octobre 1942   | Hauptmann | Otto Weiss (en)    |
| 23 octobre 1942   | Avril 1943        | Hauptmann | Siebelt Reentz     |
| Avril 1943        | 24 septembre 1943 | Hauptmann | Wilhelm Hobein     |
| 24 septembre 1943 | 18 octobre 1943   | Hauptmann | Alwin Boerst       |

### II. Gruppe
Formé le 1er mai 1939 à Stolp-Reitz à partir du I./St.G.162 avec :
- Stab II./St.G.2 à partir du Stab II./St.G.162
- 4./St.G.2 à partir du 1./St.G.162
- 5./St.G.2 à partir du 2./St.G.162
- 6./St.G.2 à partir du 3./St.G.162

Le 13 janvier 1942, le II./St.G.2 devient III./St.G.3 avec :
- Stab II./St.G.2 devient Stab III./St.G.3
- 4./St.G.2 devient 7./St.G.3
- 5./St.G.2 devient 8./St.G.3
- 6./St.G.2 devient 9./St.G.3

Reformé en janvier 1942 à Neukuhren avec :
- Stab II./St.G.2 nouvellement créé
- 4./St.G.2 nouvellement créé
- 5./St.G.2 nouvellement créé
- 6./St.G.2 nouvellement créé

Le II./St.G.2 est dissous le 7 mars 1944, mais le 4./St.G. 2 devient 10./SG 3 et le 6./St.G. 2 devient 10./SG 77.
Gruppenkommandeure :
| Début             | Fin               | Grade          | Nom                           |
| ----------------- | ----------------- | -------------- | ----------------------------- |
| 1er mai 1939      | Septembre 1939    | Hauptmann      | Ulrich Schmidt                |
| 10 septembre 1939 | 27 octobre 1939   | Hauptmann      | Claus Hinkelbein (de)         |
| 27 octobre 1939   | 16 décembre 1939  | Oberstleutnant | Georg Fitze                   |
| 16 décembre 1939  | ?                 | Oberstleutnant | Walter Rudolf Enneccerus (de) |
| 18 octobre 1941   | 4 décembre 1941   | Hauptmann      | Leonhard Busselt              |
| Janvier 1942      | 13 février 1943   | Major          | Ernst Kupfer                  |
| 13 février 1943   | 17 juin 1943      | Hauptmann      | Martin Möbus (en)             |
| 17 juin 1943      | 10 septembre 1943 | Major          | Hans-Karl Stepp (en)          |
| 10 septembre 1943 | Janvier 1944      | Hauptmann      | Maximilian Otte (en)          |

### III. Gruppe
Formé le 1er mai 1939 à Langensalza à partir du II./St.G.163 avec :
- Stab III./St.G.2 à partir du Stab II./St.G.163
- 7./St.G.2 à partir du 4./St.G.163
- 8./St.G.2 à partir du 5./St.G.163
- 9./St.G.2 à partir du 6./St.G.163

Le 18 octobre 1943, le III./St.G.2 devient III./SG 2 avec :
- Stab III./St.G.2 devient Stab III./SG 2
- 7./St.G.2 devient 7./SG 2
- 8./St.G.2 devient 8./SG 2
- 9./St.G.2 devient 9./SG 2

Gruppenkommandeure :
| Début            | Fin               | Grade          | Nom                                         |
| ---------------- | ----------------- | -------------- | ------------------------------------------- |
| 1er mai 1939     | 16 avril 1940     | Hauptmann      | Ernst Ott                                   |
| 16 avril 1940    | 16 juin 1940      | Major          | Clemens Graf von Schönborn-Wiesentheid (en) |
| 16 juin 1941     | 1er août 1941     | Oberstleutnant | Heinrich Brücker (en)                       |
| 1er août 1941    | 23 septembre 1941 | Hauptmann      | Ernst-Siegfried Steen (en) (Mort au combat) |
| 1er octobre 1941 | Mai 1943          | Major          | Gustav Preßler (en)                         |
| 18 mai 1943      | 17 juillet 1943   | Hauptmann      | Walter Krauss (de) (Mort au combat)         |
| 18 juillet 1943  | 18 octobre 1943   | Hauptmann      | Hans-Ulrich Rudel                           |

### Ergänzungsstaffel
Formé en décembre 1940 à Stolp-West en tant que Ergänzungsstaffel/St.G.2. à partir des éléments du Erg.Staffel/VIII. Fliegerkorps.
En 1942, son effectif est augmenté et devient Gruppe avec :
- Stab/Erg.Gruppe St.G.2
- 1./Erg.Gruppe St.G.2
- 2./Erg.Gruppe St.G.2

En mai 1943, le Erg.Gruppe St.G.2 devient II./St.G.151 avec :
- Stab/Erg.Gruppe St.G.2 devient Stab II./St.G.151
- 1./Erg.Gruppe St.G.2 devient 3/St.G.151
- 2./Erg.Gruppe St.G.2 devient 4./St.G.151

Gruppenkommandeure :
| Début        | Fin          | Grade        | Nom               |
| ------------ | ------------ | ------------ | ----------------- |
| ?            | ?            | ?            | ?                 |
| Mars 1942    | Octobre 1942 | Oberleutnant | Hans-Ulrich Rudel |
| ?            | ?            | ?            | ?                 |
| Février 1943 | 16 mai 1943  | Hauptmann    | Armin Thiede (en) |

### 10. Panzerjägerstaffel/St.G.2
Le 10.(Pz)/St.G.2 est formé le 17 juin 1943 à Charkow(?) à partir du 2./Versuchskommando für Panzerbekämpfung.

Le 18 octobre 1943, il devient 10./SG 2.